# Бобровец (Андреапольский район)
Бобровец — деревня в Андреапольском районе Тверской области. Входит в состав Андреапольского сельского поселения.

## География
Деревня расположена в восточной части района на западном берегу озера Охват. Находится на расстоянии примерно 13 км к северу от города Андреаполь. Ближайший населённый пункт — деревня Жаберо.

## Палеонтология
В заброшенном песчано-гравийном карьере в 6,5 км к северо-западу от деревни обнаружены окаменелости растений, произраставших в раннем каменноугольном периоде, предположительно в визейском веке: побеги Lepidodendron obovatum с характерными коротко-ромбовидными листовыми подушками и стробил Lepidostrobus sp. с плотно расположенными спорофиллами. В 2011 году эти находки переданы в Андреапольский краеведческий музей.

## История
На топографической трёхвёрстной карте Фёдора Шуберта, изданной в 1871 году, обозначена деревня Бобровка. Имела 1 двор.
На карте РККА 1923—1941 годов на месте современной деревни обозначены дома и школа, но название населённого пункта не подписано.

## Население
| 2002 | 2010 |
| ---- | ---- |
| 172  | ↘145 |

Национальный состав
Согласно результатам переписи 2002 года, в национальной структуре населения русские составляли 86 % от жителей.

## Достопримечательности
- Часовня Александра Невского к северу от деревни на берегу озера Охват. Освящена в 2005 году[8].
- Деревянный храм-часовня Георгия Победоносца. Заложен в 2006, освящён в 2012 году[9].